# Рупал (гора)
Рупал (урду رولل‎) — гора в Западных Гималаях на территории Пакистана.

## География
Вершина горы расположена чуть южнее Нангапарбата, в долине Рупал, и иногда по ней поднимаются альпинисты, поскольку у них получается акклиматизироваться для более высоких местных вершин.
Несмотря на свою уникальную красоту, крутой северный склон и впечатляющую высоту, Гора Рупал сильно затенена Нангапарбатом, стеной Мазено и могучим лицом Рупала. К западу от него лежат пик Лаила и Шайгири, а к северу протекает ледник Рупал, который позже образует реку Рупал .